# سرود ملی بولیوی
سرود ملی بولیوی (himno nacional de Bolivia)، که با مطلع "بولیویاییان، سرنوشت نیک" (Bolivianos, el Hado Propicio) و عنوان اصلی "ترانهٔ میهن‌پرستانه" (Canción Patriótica) نیز شناخته می‌شود، در سال ۱۸۵۱ به تصویب رسید. خوزه اینیاسیو د سانخینس، که یکی از امضاکنندگان اعلامیه استقلال بولیوی و قانون اساسی نخست آن بود، سرایندهٔ اشعار آن است. موسیقی آن را آهنگ‌ساز ایتالیایی، لئوپولدو بنه‌دتو وینچنتی ساخت.
این سرود در میزان ۴/۴ نوشته شده، گرچه به‌طور رایج در ۱۲/۸ اجرا می‌شود. نخستین‌بار در شهر لاپاز، روبه‌روی کاخ دولتی و در ظهر ۱۸ نوامبر ۱۸۴۵، با اجرای حدود ۹۰ نوازنده از گروه‌های موسیقی نظامی گردان‌های پنجم، ششم و هشتم اجرا شد. آن روز، چهارمین سالگرد نبرد اینگاوی با برنامه‌هایی بزرگ گرامی داشته شد که مهم‌ترین آن‌ها گشایش تئاتر شهرداری بود.
در سال ۱۸۵۱، در دوران زمامداری ژنرال مانوئل ایسیدورو بلزو، سرود ملی بولیوی با صدور یک فرمان عالی رسمی شد و سپس برای استفاده در مدارس چاپ و توزیع گردید. از آن زمان، این سرود در همهٔ برنامه‌های رسمی مدارس اجرا و خوانده شده است.

## تاریخچه

### پیش‌زمینه
در شهر سوکره در سال ۱۸۳۵، قطعه‌ای با عنوان "Marcha Nacional" (مارش ملی) پدید آمد که نخستین سرود ملی به‌شمار می‌رفت و اثر آموزگار پرویی، پدرو خیمه‌نس آوریل تیرادو، بود که رهبر موسیقی کلیسای جامع متروپولیتن سوکره به‌شمار می‌آمد. این قطعه هرگز رسمی نشد، احتمالاً به دلیل ایجاد، سازمان‌دهی و انحلال بعدی کنفدراسیون پرو-بولیوی (۱۸۳۶–۱۸۳۹).
نُت‌های اصلی این قطعه در بایگانی تاریخی کلیسای جامع چوکی‌سا، نگهداری می‌شود و بخشی از میراث موسیقایی بولیوی به‌شمار می‌رود. اجرای پیانویی آن با نوازندگی آموزگار ماریا آنتونیتا گارسیا مسا د پاچکو در یک مجموعهٔ سی‌دی در بزرگداشت آثار آوریل تیرادو منتشر شده است.

### سرود ملی
پس از تثبیت استقلال و حاکمیت بولیوی در نبرد اینگاوی در ۱۸ نوامبر ۱۸۴۱، بار دیگر نیاز به سرودی میهن‌پرستانه احساس شد؛ زیرا ژنرال خوزه بالیویان، رئیس‌جمهور وقت، دریافت که دسته‌های موسیقی ارتش نمی‌توانند تنها با اجرای مارش‌های اسپانیاییِ به‌جا مانده و قطعات مردمی، شور و شوق همگانی را برانگیزند.
در همین زمینه، بالیویان از سفر آهنگ‌ساز ایتالیایی لئوپولدو بنه‌دتو وینچنتی به شیلی آگاه شد و او را در سال ۱۸۴۴ برای تصدی سمت مدیر کل گروه‌های موسیقی ارتش بولیوی و ساخت موسیقی برای "Canción Patriótica" (ترانهٔ میهن‌پرستانه) دعوت کرد؛ عنوانی که در آن زمان برای سرود مد نظر بود. وینچنتی در سپتامبر ۱۸۴۴ به لاپاز (بولیوی) رسید و گروه‌های موسیقی موجود را در وضعیتی اسفبار یافت، چنان‌که در نامه‌های خانوادگی‌اش هم بازتاب یافته است. کار او بسیار فرساینده بود؛ گاه همان‌طور که لباس بر تن داشت، می‌خوابید تا بامداد راهی پادگان شود. تمرین‌ها طولانی و دشوار بود. وینچنتی یک‌به‌یک متن‌ها را رد می‌کرد تا این‌که سرانجام وکیل و شاعر، خوزه اینیاسیو سانخینس، اشعاری را به او ارائه داد که پایهٔ سرود ملی امروز بولیوی شد و در اصل به زبان اسپانیایی سروده شده بود.
در میدان پلازا موری‌یو لاپاز، ظهر ۱۸ نوامبر ۱۸۴۵، پس از اجرای Te Deum در کلیسای جامع لاپاز به افتخار نبرد اینگاوی، گروه‌های موسیقی نظامی گردان‌های پنجم، ششم و هشتم، برای نخستین‌بار نغمه‌های سرود ملی بولیوی را نواختند. بالیویان از یکی از بالکن‌های پالاسیو کِمادو با شور و هیجان بسیار اجرا را ستود.
همان شب، به‌طور هم‌زمان، تئاتر شهرداری لاپاز با برنامه‌ای آمیخته از آواز و موسیقی گشایش یافت که بخش مرکزی آن، اجرای "Canción Patriótica" بود. تالار پر از جمعیت بود: رئیس‌جمهور وقت، خوزه بالیویان، به همراه هیئت دولت، و مقام‌های استانداری، شهری و عمومی حضور داشتند.

## اشعار
در مراسم رسمی معمولاً بند نخست و همسرایی اجرا می‌شود. در صورت نیاز به اختصار، تنها همسرایی اجرا می‌گردد.

## سرود
متن سرود ملی بولیوی به شرح زیر است (با ترجمه موازی به زبان فارسی):